# Gerd-Theo Umberg
Gerd-Theo Umberg (* 1943 in Säckingen) ist ein deutscher Theaterregisseur, Theaterintendant und Hochschullehrer.

## Leben
Gerd-Theo Umberg studierte nach dem Abitur Rechtswissenschaften in Hamburg, Münster und Bonn. 1968 inszenierte er – mit großem Erfolg- an der „Studiobühne am Germanistischen Seminar der Uni-Bonn“ das Theaterstück „Die Benachrichtigung“ von Václav Havel. Er wechselte daraufhin sein Studium und lernte Regie als Assistent bei Rudolf Noelte, Hans Schweikart und Samuel Beckett.
In den 1970er Jahren arbeitete er als freier Regisseur an verschiedenen deutschen Bühnen. Er inszenierte u. a. in Heidelberg, Ulm, Wuppertal und Düsseldorf. 1980 wurde er Betriebsdirektor am Berliner Renaissance-Theater und am Düsseldorfer Schauspielhaus. 1986 wechselte er mit Intendant Günther Beelitz an das Münchner Residenztheater. Danach kehrte er als Kaufmännischer Direktor an das Düsseldorfer Schauspielhaus zurück.
Von 1996 bis 2004 hatte er als Intendant des Staatstheaters Darmstadt maßgeblich die bauliche und technische Erneuerung des Dreispartenhauses in Darmstadt geleitet.
Seit dem Jahr 2001 lehrte Gerd-Theo Umberg an der Hochschule für Musik und Darstellende Kunst Frankfurt am Main. Ab 2002 war er dort Professor und übernahm im Wintersemester 2005/2006 die Verantwortung für den Studiengang Theater und Orchestermanagement. 2008 wurde er zudem Vizepräsident der Hochschule. Zwei Jahre später ging er in den Ruhestand.
Aufgrund einer entstandenen Schuldenlast in Höhe von 600.000 Euro erteilte ihm sein Nachfolger John Dew Hausverbot für das Staatstheater in Darmstadt. Umberg gehört zu den Kritikern der finanziellen Ausstattung staatlicher Bühnen. Er geht davon aus, dass sich die Zahl der unabhängigen Theaterhäuser in den nächsten Jahren infolge der geringen finanziellen Mittel deutlich verringern wird.
Umberg lebt seit längerem in Wien und ist mit der Schauspielerin und Regisseurin Elisabeth Krejcir verheiratet.
Gerd-Theo Umberg gehört dem Kuratorium des Kulturforums Frankfurt/Rhein-Main an.

## Ehrungen
- 2004: Johann-Heinrich-Merck-Ehrung der Stadt Darmstadt.